# 埃唐普区
埃唐普区（法語：arrondissement d'Étampes）是法国法蘭西島大區埃松省所辖的一个区，总面积851.4平方公里，总人口130818，人口密度154人/平方公里（2018年）。主要城镇为埃唐普。

## 辖区
埃唐普区辖有75个市镇。